# Ayr (Nebraska)
Ayr est un village du comté d'Adams, dans l'État du Nebraska, aux États-Unis. En 2020, il comptait une population de 83 habitants.